# یوسف ادریس
یوسف ادریس (۱۹ مه ۱۹۲۷ - ۱ اوت ۱۹۹۱) یک نویسنده داستان‌های کوتاه، رمان‌نویس و نمایش‌نامه‌نویس مصری بود. ادریس که دانش‌آموخته رشته پزشکی از دانشگاه قاهره بود، به‌عنوان یکی از نامدارترین نویسندگان و روزنامه‌نگاران دنیای عرب شناخته می‌شود. وی یکی از چهره‌های برجسته داستان کوتاه در ادبیات معاصر عرب به شمار رفته و عمده شهرت او به همین خاطر است.
ادریس در طول دوران نویسندگی‌اش، موفق به کسب جوایز متعدد ادبی از کشورهای مختلف دنیا شده بود. از وی تاکنون در حدود ۳۰ کتاب بر جای مانده که برخی از آنها به زبان‌های مختلف ترجمه شده‌اند. نخستین مجموعه داستان‌های کوتاه این نویسنده که مورد استقبال قرار گرفت، «شب‌های کم‌ارزش» (۱۹۵۴) نام داشت. ادریس در سال ۱۹۹۷ به خاطر رمان «شهر عشق و خاکستر» برنده مدال نجیب محفوظ برای ادبیات شد. معروف‌ترین اثر او نمایشنامه «الفرافیر» است.

## زندگی‌نامه
يوسف ادریس در سال ۱۹۲۷ در استان شرقیه مصر زاده شد. پدرش کارشناس احیای اراضی بود و به همین دلیل خانواده‌اش به طور مداوم در حال نقل مکان بودند. او در چنین اوضاعی و به دور از شهر بزرگ شد. ادریس فعالیت در زمینه داستان‌نویسی را از اوایل نیمه دوم قرم بیستم آغاز کرد. او مدتی به طور منظم برای روزنامه معروف الاهرام ستون می‌نوشت.

## سبک
در بیشتر آثار ادریس، گرایش زیادی به رئالیسم اجتماعی دیده می‌شود. او از لحاظ محتوا به مشکلات جامعه، زندگی محرومان و مظلومان، فقر و سنت و مدرنیسم می‌پردازد. او همچنین در آثارش، رویکردهایی مانند رئالیسم عاطفه‌گرا، انتقادی، انسانی و رمزگرا را تجربه کرده‌است.